# Thomas (Virginia Occidental)
Thomas es una ciudad ubicada en el condado de Tucker en el estado estadounidense de Virginia Occidental. En el Censo de 2010 tenía una población de 586 habitantes y una densidad poblacional de 50,21 personas por km².

## Geografía
Thomas se encuentra ubicada en las coordenadas 39°8′42″N 79°29′43″O / 39.14500, -79.49528. Según la Oficina del Censo de los Estados Unidos, Thomas tiene una superficie total de 11.67 km², de la cual 11.55 km² corresponden a tierra firme y (1.02%) 0.12 km² es agua.

## Demografía
Según el censo de 2010, había 586 personas residiendo en Thomas. La densidad de población era de 50,21 hab./km². De los 586 habitantes, Thomas estaba compuesto por el 99.49% blancos, el 0% eran afroamericanos, el 0.17% eran amerindios, el 0% eran asiáticos, el 0% eran isleños del Pacífico, el 0% eran de otras razas y el 0.34% pertenecían a dos o más razas. Del total de la población el 0.34% eran hispanos o latinos de cualquier raza.